# Insurrection de Grande-Pologne (1918-1919)
Pour les articles homonymes, voir insurrection de Grande-Pologne.
L’insurrection de Grande-Pologne (1918-1919) (en polonais : Powstanie Wielkopolskie 1918-19 roku ; en allemand : Großpolnischer Aufstand) est un soulèvement armé des Polonais de la Grande-Pologne contre l'Allemagne. Celui-ci éclate dans les derniers jours de décembre 1918 et se solde par le rattachement de cette région, qui avait appartenu à la Prusse depuis les partages de la fin du XVIIIe siècle, à l’État polonais alors en formation. À la faveur des combats, les Polonais récupèrent non seulement la Posnanie, mais aussi une partie de la Poméranie avec des villes comme Bydgoszcz, Leszno, Zbąszyń et Rawicz. La Pologne indépendante retrouve un accès à la mer.

## Prélude

En rouge, la Grande-Pologne au sein de l'empire allemand en 1871.

Après la troisième partition en 1795, la Pologne cesse d'exister comme État indépendant, partagée et occupée par les trois puissances voisines: la Russie, l'Autriche et l'Allemagne. De 1795 au début de la Première Guerre mondiale, les Polonais se soulèvent à plusieurs reprises mais leurs insurrections ne réussissent pas à recréer un État.
L'insurrection de Grande-Pologne en 1806 permet la création du duché de Varsovie qui dure huit années avant d'être à son tour partagé entre la Prusse et la Russie. Le royaume du Congrès sous tutelle russe lui succède en 1815 mais l’insurrection de novembre 1830 contre le pouvoir tsariste échoue et entraîne une violente répression : exécutions, déportations en Sibérie, confiscations, interdictions, etc. Les Polonais combattent « pour notre liberté et la vôtre » dans les rangs des mouvements libertaires et indépendantistes : de la Russie et de la Hongrie aux États-Unis, en passant par la France. Une deuxième grande insurrection nationale en 1863 échoue. Le retour de l’indépendance ne devient possible qu’à l’issue de la Première Guerre mondiale quand les trois puissances qui s’étaient partagées l’ancienne Respublica polonaise s'affrontent.
À la fin de la Première Guerre mondiale, les quatorze points du traité de paix proposés par le président américain Woodrow Wilson rencontrent l'opposition de pays européens peu désireux de céder puissance ou territoire. Les parlementaires allemands signent un armistice le 11 novembre 1918, conduisant à un cessez-le-feu. Jusqu'à ce que le traité de Versailles ne soit entièrement ratifié en janvier 1920, la question de la souveraineté de nombreux territoires restent en suspens. Beaucoup d'Allemands estiment qu'ils n'ont pas perdu la guerre et ne comprennent pas pourquoi il leur faudrait rendre les immenses territoires annexés par le traité de Brest-Litovsk, signé le 3 mars 1918 entre l'Allemagne et la Russie bolchévique. La Dolchstoßlegende (« légende du coup de poignard dans le dos ») se répand en Allemagne.
La proposition de Wilson pour une Pologne indépendante ne fixe pas définitivement les frontières de la Pologne qui doivent être universellement acceptées. Les territoires annexés par la Prusse lors de la partition de la Pologne à la fin du XVIIIe siècle, notamment la Posnanie, avec la grande ville industrielle de Posen, font encore partie de l'Allemagne. Par ailleurs plusieurs territoires font encore partie de la Russie ou de l'Autriche-Hongrie. La majorité de la population (60 %) est polonaise et espère être intégrée dans les frontières de la nouvelle Nation polonaise.

## Le soulèvement

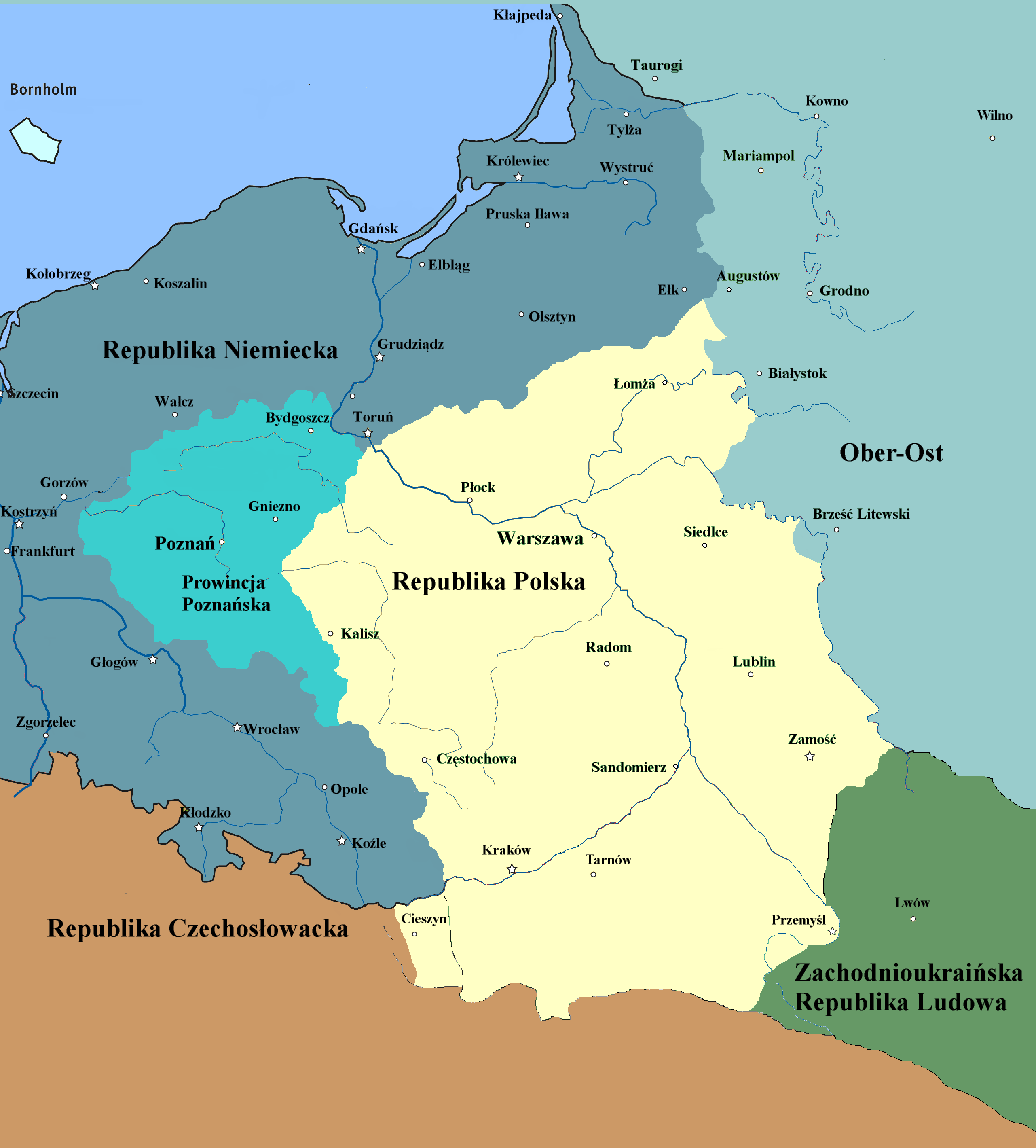
En jaune, la république de Pologne à la mi-novembre 1918.

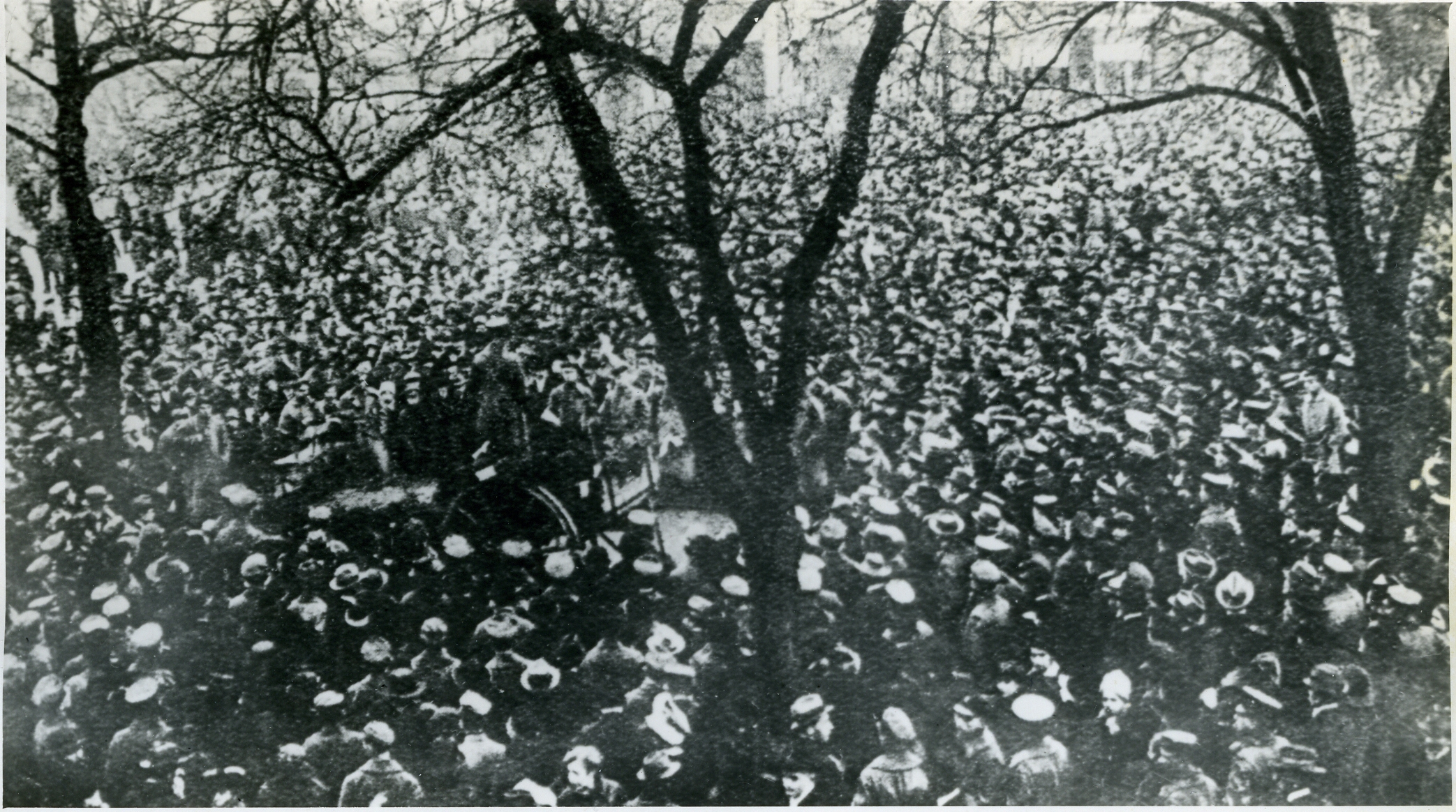
Rassemblement pour l'élection du conseil des ouvriers et des soldats, le 10 novembre 1918, place de la liberté à Posen.

À l'automne de 1918, la défaite de l'armée allemande sur le front occidental enflamme le cœur des Polonais. Après l'abdication, le 9 novembre 1918, de l'empereur Guillaume II, qui marque la fin de l'Empire allemand et le début de la république de Weimar, les Polonais se préparent activement au soulèvement.
L'insurrection éclate à Posen, le 27 décembre, après un discours patriotique du célèbre pianiste Ignacy Paderewski.
Outre de nombreux volontaires, principalement des anciens combattants de la Première Guerre mondiale, les forces insurrectionnelles intègrent des membres de la secrète Organisation militaire polonaise, créée par Józef Piłsudski en août 1914, qui devient la « Straż Obywatelska » (« Garde citoyenne »), rebaptisée par la suite « Straż Ludowa » (« Garde populaire »).
Les membres du Naczelna Rada Ludowa (pl) (« Haut Conseil de la population ») sont d'abord opposés à l'insurrection, mais dès le 3 janvier 1919, ils changent d'avis et la soutiennent officiellement les 8 et 9 janvier 1919.
Le moment de la révolte est fortuit. Entre octobre 1918 et les premiers mois de 1919, des conflits internes affaiblissent l'Allemagne. Des soldats et des marins se rebellent contre la monarchie et ses généraux belliqueux. Démoralisée par la signature de l'armistice, le 11 novembre 1918, toute l'Allemagne est impliquée dans la révolution allemande.
Le 15 janvier 1919, les forces rebelles polonaises contrôlent presque entièrement la province de Posen, et engagent des combats contre l'armée régulière allemande et les forces de la Grenzschutz (« les garde-frontières »), jusqu'au renouvellement de la trêve entre l'Entente et l'Allemagne, le 16 février. Les accrochages continuent cependant jusqu'à la signature du traité de Versailles, le 28 juin 1919.

## Conséquences

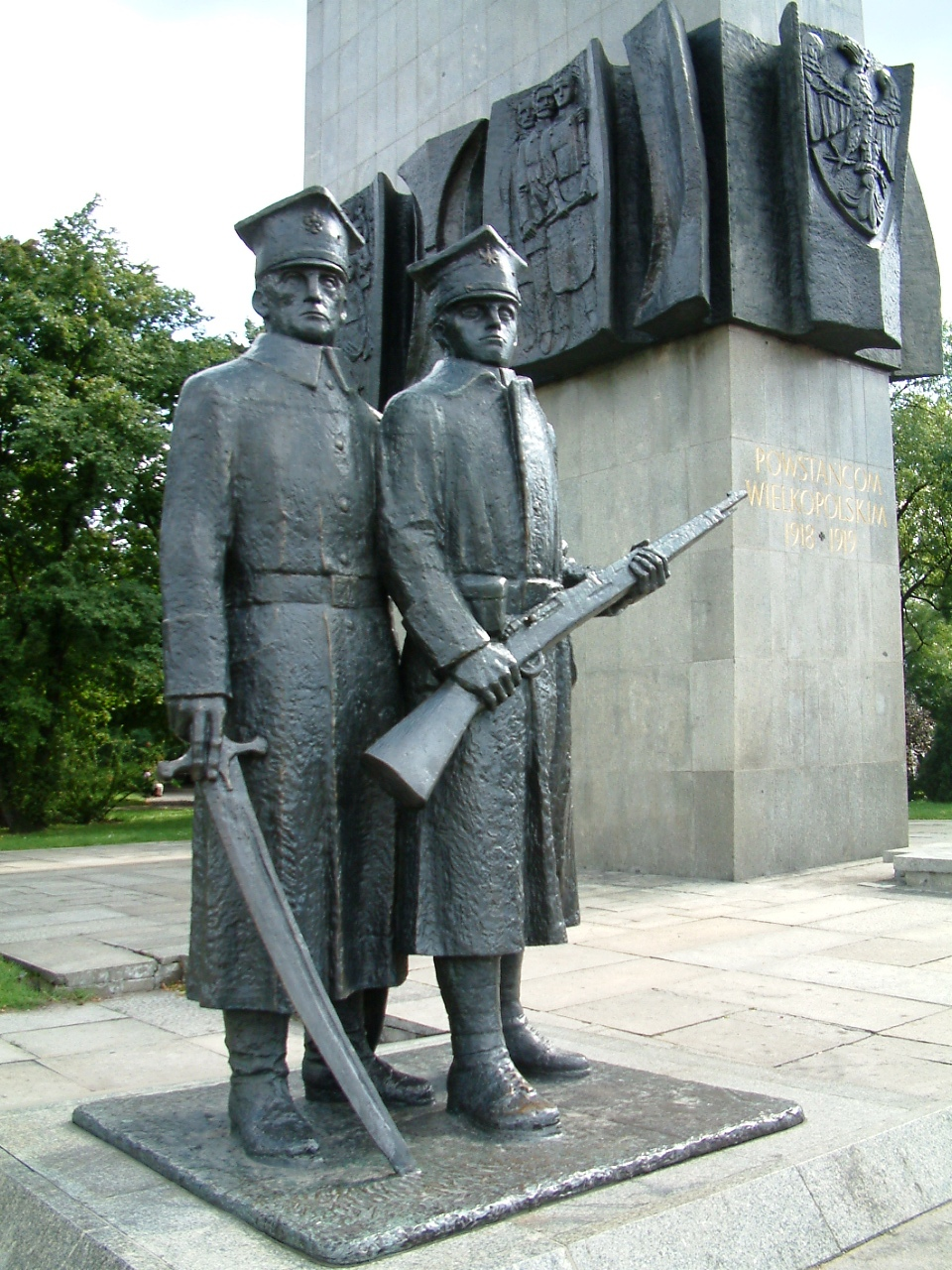
Monument à Poznań, à la mémoire des soldats polonais morts pendant l'insurrection de 1919.

La Pologne ne recouvre pas l'ensemble des territoires perdus lors du troisième partage, mais le soulèvement a un effet significatif sur les décisions de Versailles.
Les conditions du traité de paix permettent à la Pologne d'annexer la zone conquise lors de l'insurrection, ainsi qu'une partie de la province de Poméranie et les villes de Bydgoszcz, Leszno, et Rawicz qui constituent le corridor polonais.

## Sources

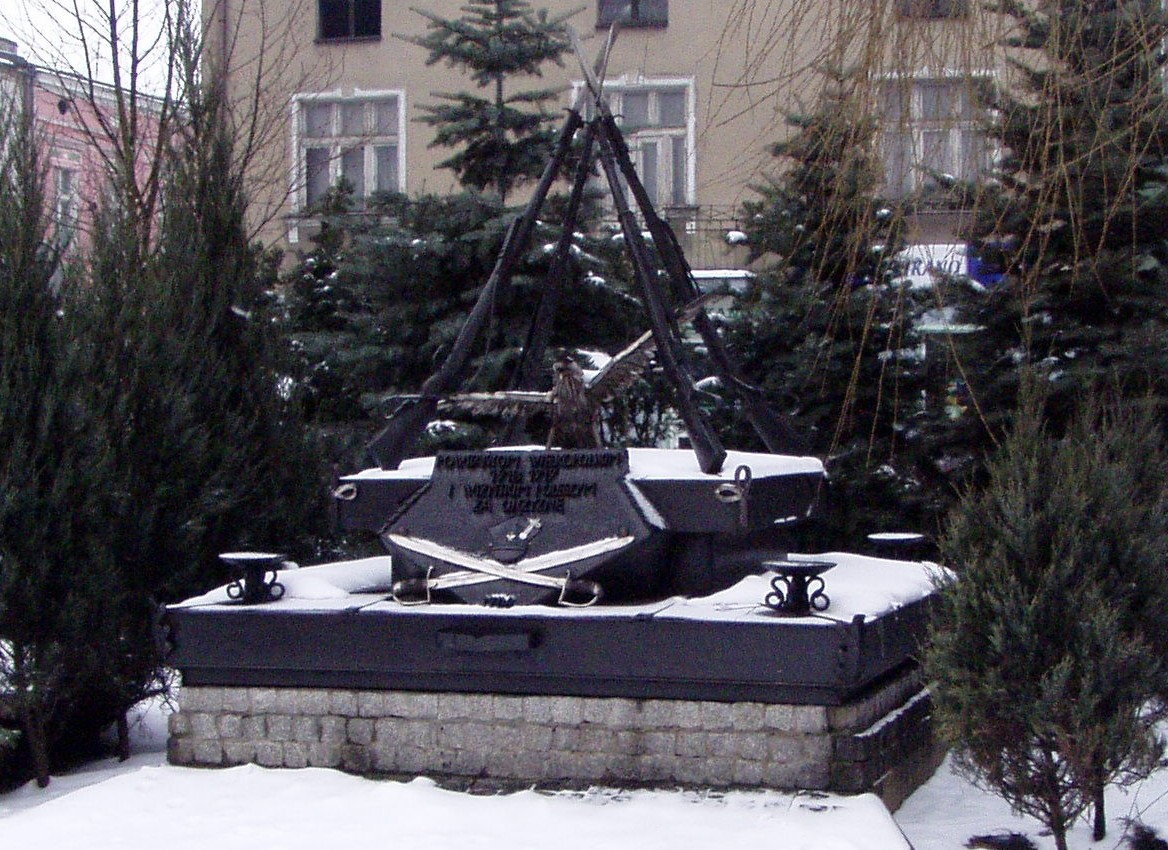
Monument à la mémoire des insurgés de Grande-Pologne, sur la place de Pobiedziska.

- (en) Cet article est partiellement ou en totalité issu de l’article de Wikipédia en anglais intitulé « Greater Poland Uprising (1918–1919) » (voir la liste des auteurs).